# St. Ägidius (Thiersheim)

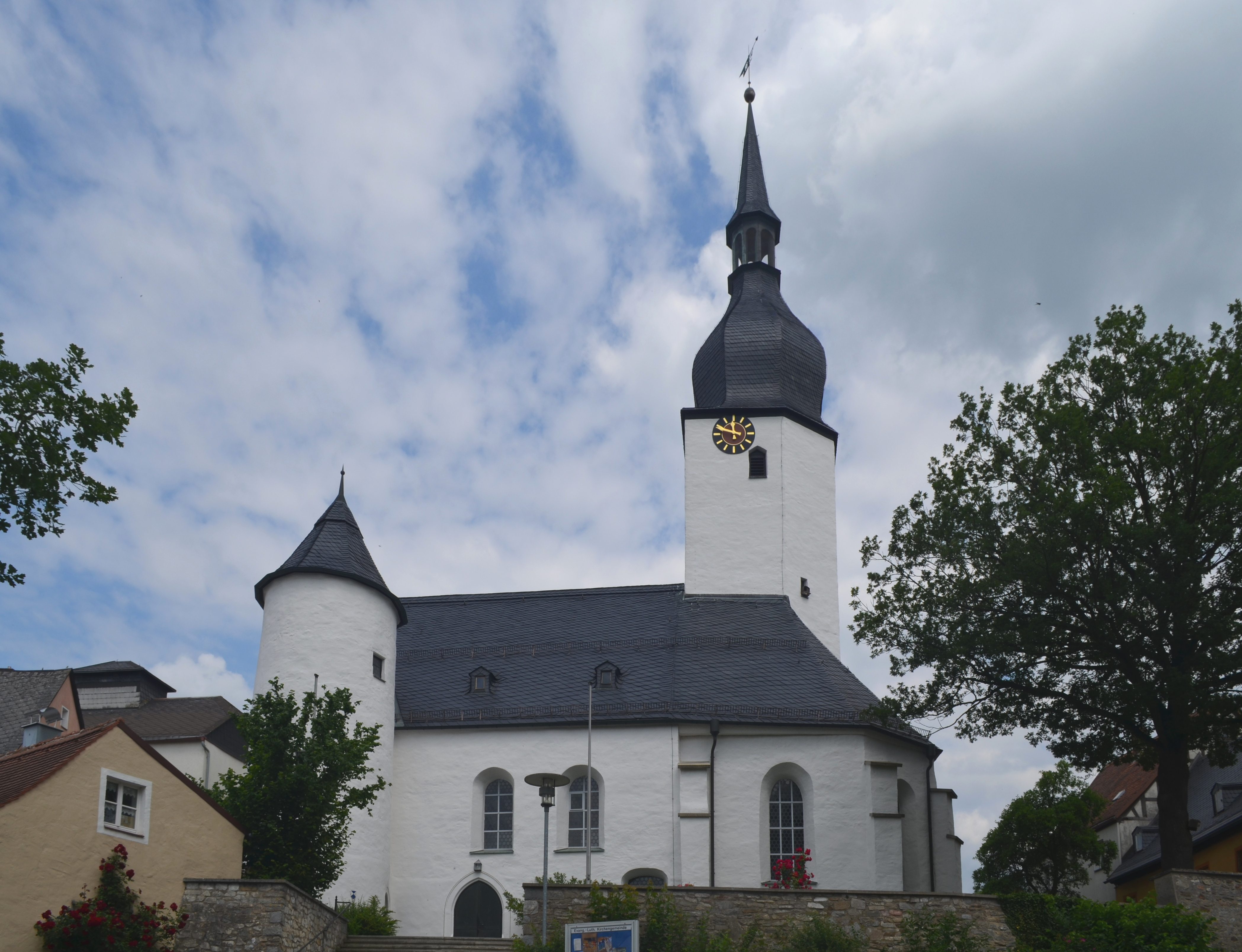
St. Ägidius (Thiersheim)

Die denkmalgeschützte, evangelisch-lutherische Pfarrkirche St. Ägidius steht in Thiersheim, einem Markt im Landkreis Wunsiedel im Fichtelgebirge in Oberfranken in Bayern. Die Kirche ist unter der Denkmalnummer D-4-79-158-18 als Baudenkmal in der Bayerischen Denkmalliste eingetragen. Die Kirchengemeinde gehört zum Dekanat Wunsiedel im Kirchenkreis Bayreuth der Evangelisch-Lutherischen Kirche in Bayern.

## Beschreibung
Die im Kern spätromanische Saalkirche wurde bereits um 1200 als Wehrkirche erbaut. Sie besteht aus einem Langhaus, das samt Treppenturm an seiner Südwestecke im 17. Jahrhundert gebaut wurde, einem eingezogenen, dreiseitig geschlossenen, von Strebepfeilern gestützten, gotischen Chor und an dessen Nordwand einem Chorflankenturm auf sechseckigem Grundriss, der mit einer achtseitigen, schiefergedeckten Welschen Haube bedeckt ist. 
Der Innenraum des Langhauses ist durch runde Rundpfeiler, an denen sich barocke Fresken befinden, in 3 × 3 Joche unterteilt. Das Altarretabel im Chor, auf dem das letzte Abendmahl dargestellt ist, stammt aus dem 17. Jahrhundert. 